# Metallmässa
Metallmässa (på finska: Metallimessu) är en Heavy metal-gudstjänst. Under denna typ av gudstjänst anpassas de traditionella psalmerna till hårdrock, följande det lutherska gudstjänstmönstret. Som det rapporterats av The Washington Times och AFP, har det blivit ett populärt fenomen i Finland, där det lockat hundratals människor till kyrkan, i synnerhet ungdomar, sedan det hölls för första gången 2006. Ett album baserat på fenomenet, Metallimessu, nådde nummer 12 på den finska albumlistan och låg på Top 40-listan i tre veckor. Flera kända finländska heavy metal-musiker har medverkat både på albumet och den musikaliska sidan av gudstjänsten.

## Historia
Begreppet Metallmässa tänktes ut av fem metalfans, varav tre arbetade på en kyrka (pastorerna Haka Kekäläinen och Jukka Valkama och ungdomsarbetaren Mikko Saari) och de andra är två musiker (Markus Korri och Juhani Palttala), efter ett seminarium 2005 om relationen mellan kyrka och heavy metal. De samlade en grupp för gudstjänsten och började arbeta på arrangemanget. Gruppen bildade en organisation vid namn Metallimessu ry. Den första metallmässan hölls vid tiden för den årliga festivalen Tuska Open Air den 29 juni 2006 i Tempelplatsens kyrka. Taage Laiho i det finska hårdrocksbandet Kilpi var huvudsångare under den metallmässan. Gudstjänsten var enligt uppgift en succé, med 300 personer som tvingades stanna utanför på grund av säkerhetsskäl. De följande åren, 2007 och 2008, hölls det metalmässor  i flera större städer i Finland med olika artister och präster. Gudstjänsterna drog hundratals människor varje gång.
Den 26 augusti 2008 släpptes albumet Metallimessu och albumets låtar och mellanspel följer gudstjänstens mönster. På albumet var ett antal gästsångare inblandade i psalmernas framförande, dessa artister inkluderar Taage Laiho (Kilpi), Ville Tuomi (Suburban Tribe), Tanja (Lullacry), Tuomas Nieminen (Adamantra), Juhani Muhonen (Sorrowind) och Heikki Pöyhiä (Twilightning).

## Fenomen
Enligt AFP är metallmässans popularitet kopplad till heavy metal-musikens popularitet i Finland. "Om den har en nischad publik på andra håll, är heavy metal nu mainstream i Finland. I Helsingfors ensamt vimlar det av heavy metal karaokebarer, särskilda metallklubbar och regelbundna spelningar, att lägga till de dussintals metalfestivaler som hålls sommartid runt om i det nordiska landet."
Mikko Saari, en av grundarna av Metallimessu, berättade i en intervju med AFP att "finländarna är kända för att vara reserverade, seriösa och väldigt ärliga... På något sätt passar heavy metal in här eftersom den är no-nonsense, ärlig, rättfram och ganska dyster."

## Mottagande
Finlands Christian Media Association tilldelade metallmässan priset "Christian Media Achievement of 2007" med motiveringen att "Metallmässa som begrepp och gudstjänst anmärkningsvärt har ökat Finlands lutherska kyrkas gränser för de nuvarande och framtida medlemmar i sina församlingar." Konceptet har dragit intresse och mediebevakningen från Sverige och Norge.
750 personer deltog i den första metallmässan, och efter det har populariteten varit fortsatt stor, till exempel när det gäller gudstjänst som hölls i Mäntsälä, då 1100 personer deltog i metallmässan. Alla accepterar inte tanken på metallmässor enligt Saari, "Naturligtvis var vissa kristna kretsar rädda och några true metalfans var ilskna. Men många sa att idén var lysande och att de hade väntat på det."